# Gråkricka
Gråkricka (Anas gracilis) är en andfågel i familjen änder. Den förekommer i australiska regionen, från Nya Guinea till Australien och Nya Zeeland. Arten är nära släkt med Anas gibberifrons och behandlas av vissa som underart till denna. Den minskar i antal, men beståndet anses ändå vara livskraftigt.

## Utseende och läten
Gråkrickan är en brun fläckig and med vitt och grönt på vingen. Den är mycket lik hona kastanjekricka men är ljusare på halsen och blekare i ansiktet. Till skillnad från kastanjekrickan är könen lika. Fågeln är ljudlig, särskilt nattetid. Hanen låter ett mjukt priip och honan ett högljutt kvackande.

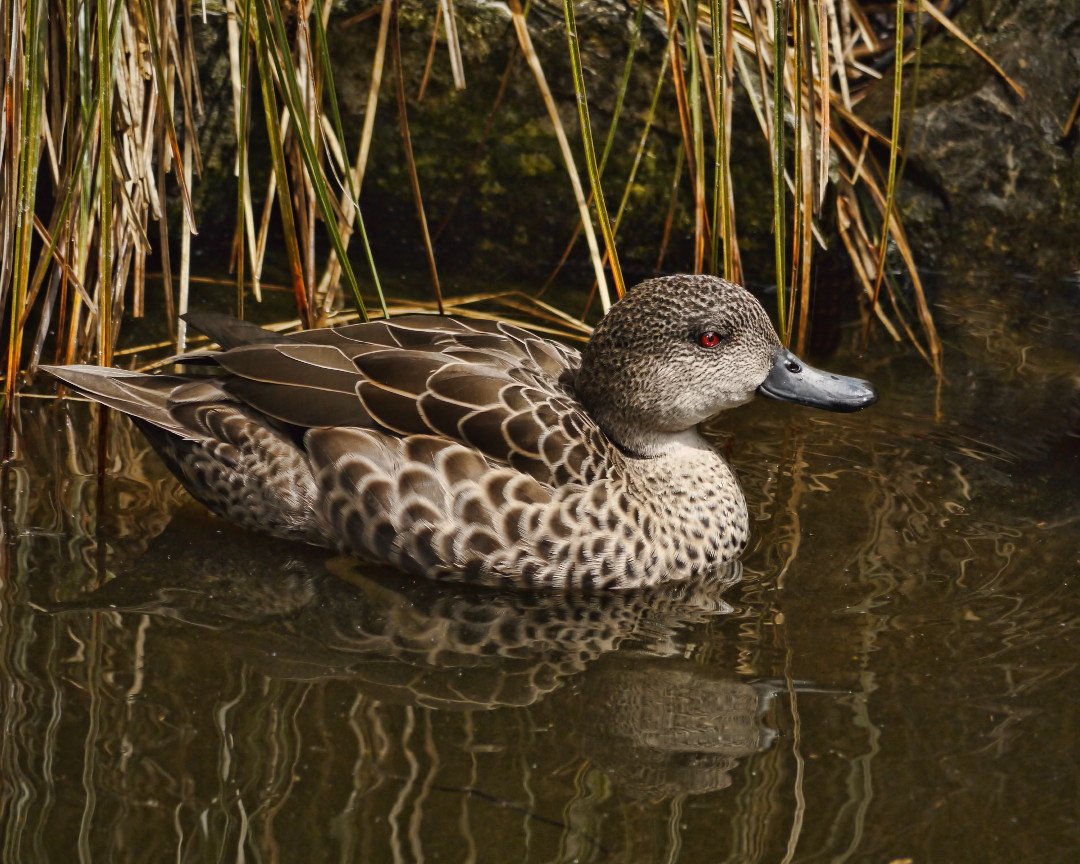
Gråkricka fotograferad i Nya Zeeland.

## Utbredning och systematik
Fågeln förekommer från Nya Guinea till Australien, Nya Kaledonien och Nya Zeeland. Den behandlas antingen som monotypisk eller delas in i två underarter med följande utbredning:
- Anas gracilis remissa – ön Rennell i Salomonöarna, numera utdöd
- Anas gracilis gracilis – resten av utbredningsområdet

Vissa behandlar den som underart till sundakricka (Anas gibberifrons).

## Levnadssätt
Gråkrickan förekommer i öppna våtmarker. Den häckar vanligtvis på marken , men också i trädhål eller i kaninhålor. Fågeln är nomadisk och kan snabbt kolonisera nya områden efter riklig nederbörd. 1957 lämnade stora antal Australien på grund av torka och flyttade istället till Nya Zeeland.

## Status och hot
Arten har ett stort utbredningsområde, men tros minska i antal, dock inte tillräckligt kraftigt för att den ska betraktas som hotad. Internationella naturvårdsunionen IUCN listar arten som livskraftig (LC).

## Namn
Fågelns vetenskapliga artnamn gracilis är latin för "slank" eller "elegant". Den har på svenska även kallats australisk gråkricka.